# Народні оповідання
«Народні оповідання» — збірка оповідань, написаних Марком Вовчком (псевдонім Марії Вілінської) та відредагованих Пантелеймоном Кулішем.
Всього Вовчок створила 22 оповідання в серії «Народні оповідання»: 20 оповідань, надрукованих трьома томами у 1857-1865 роках, одне оповідання «Від себе не втечеш» (пізніша назва «Павло Чорнокрил»), надруковане у 1862 році в українському діаспорному часописі Санкт-Петербургу «Основа», та оповідання-казка «Чортова пригода» (початкова назва «Чортище»), написане ще в 1860-ті роки, однак вперше надруковане лише 1902 року в газеті «Кіевская старина».
Видання першого тому збірки «Народні оповідання» побачило світ у 1857 році, й до першого тому увійшли 11 оповідань: «Сестра», «Козачка», «Чумак», «Одарка», «Сон», «Панська Воля» (пізніша назва «Горпина»), «Викуп», «Свекруха», «Знай, Ляше!» (пізніша назва «Отець Андрій»), «Максим Гримач» та «Данило Гурч» (пізніша назва «Козацька кров»). Це видання пізніше було передруковано у 1861 році; декілька назв оповідань змінили для оновленого видання 1861 року, зокрема оповідання «Панська Воля» у цьому виданні вийшло з назвою «Горпина», оповідання «Знай, Ляше!» — з назвою «Отець Андрій», а оповідання «Данило Гурч» — з назвою «Козацька кров». У 1862 році з'явився другий том збірки «Народні оповідання», до якого увійшли 5 оповідань: «Три долі», «Ледащиця», «Два сини», «Не до пари», та «Чари». У 1865 році з'явився другий том збірки «Народні оповідання», до якого увійшли 4 дитячих оповідань та повістей: «Девять братів та десята сестриця Галя», «Ведмідь», «Кармелюк», та «Невільничка».
З середини XIX століття тривають дискусії, чи була Марія Вілінська єдиною авторкою «Народних оповідань»: значна частина літературознавців (зокрема, й редактор збірки Пантелеймон Куліш) вважає, що цю збірку написали в співавторстві Марія Вілінська та її перший чоловік етнограф Опанас Маркович.

## Видання-першодруки
Три томи «Народних оповідань»:
- Перше видання I тому «„Народні оповідання“ Марка Вовчка» видане Пантелеймоном Кулішем (Спб: Издавъ П.А. Кулішъ [Типографія П.А. Куліша], кінець 1857[8]) До збірки увійшли 11 творів: «Сестра», «Козачка», «Чумак», «Одарка», «Сон», «Панська Воля» (пізніша назва «Горпина»), «Викуп», «Свекруха», «Знай, Ляше!» (пізніша назва «Отець Андрій»), «Максим Гримач», «Данило Гурч» (пізніша назва «Козацька кров»).[9] (pdf (Ukrainica)) (pdf (Chtyvo))
(2-га редакція першого видання, видана Миколою Тібленом зі словником українсько-російсько-польським): «Повістки (народні оповідання) Марка Вовчка» (Спб: Типографія Николая Тиблена и Комп., 1861). До збірки увійшли 11 творів: Сестра», «Козачка», «Чумак», «Одарка», «Сон», «Панська Воля» (пізніша назва «Горпина»), «Викуп», «Свекруха», «Знай, Ляше!» (пізніша назва «Отець Андрій»), «Максим Гримач», «Данило Гурч» (пізніша назва «Козацька кров»)[10] (pdf (Ukrainica)) (pdf (Google Books)) (pdf (Chtyvo))
- Перше видання II тому «„Народні оповідання“ Марка Вовчка», видане Пантелеймоном Кулішем (Спб: Издавъ П.А. Кулішъ [коштомъ П.А. Лобка], 1862). До збірки увійшли: «Два сини»[11], «Не до пари»[12], «Ледащиця»[13], «Чари»[14] «Три долі»[15][16] (pdf (Chtyvo)) (pdf (Google Books))
- Перше видання III тому «„Оповідання“ Марка Вовчка» видане Пантелеймоном Кулішем (Спб: Изд. Яковлева; [Друк. П.А. Куліша], 1865). До збірки увійшли: «Кармелюк», «Невільничка», «Дев'ять братів та десята сестриця Галя», «Ведмідь» (пізніша назва «Сестричка Мелася»).[17] (pdf (Ukrainica)) (pdf (Google Books)) (pdf (Chtyvo))

Окремо надруковані оповідання
- Оповідання «Від себе не втечеш» (пізніша назва «Павло Чорнокрил»; Спб: журнал «Основа», No.1, 1862).[18]
- Оповідання-казка «Чортова пригода» (початкова назва «Чортище»; написана ще в 1860-ті роки, вперше надрукована 1902 року у газеті «Кіевская старина»)[19].

## Переклади іншими мовами
Переклади російською
З 22 «Народних оповідань» Марка Вовчка російською перекладено всі 22 оповідання; переклад зроблено/підписано або самим Марком Вовчком або Іваном Тургенєвим (переклади, підписані Тургенєвим, найімовірніше були зроблені Пантелеймоном Кулішем).
- Переклад російською 9 з 11 оповідань з першого тому «Народних оповідань» вперше надруковано у московському часописі «Російський вісник» (рос. Русский вестник) у липні-серпні 1858 та у лютому 1859 років[21][22][23][24]. Переклад підписаний як автопереклад самого Марка Вочка[25].
- Переклад російською всіх 11 оповідань із першого тому «Народних оповідань» під назвою Українські народні оповідання Марка Вовчка (рос. Украинские народные рассказы Марка Вовчка) вперше надруковано окремою книжкою у 1859 році (СПб.: Изд. Д. Е. Кожанчикова, 1859)[26] Переклад підписаний Іваном Тургенєвим, хоча справжнім перекладачем цього видання найімовірніше був Пантелеймон Куліш.[20].
- Переклад російською 2 з 5 оповідань з другого тому «Народних оповідань» («Ледащиця», «Три долі») вперше надруковано окремою книжкою у збірці під назвою «Нові повісті та оповідання Марка Вовчка» (рос. Новыя повѣсти и рассказы Марка Вовчка у 1861 році (СПб: Д. Е. Кожанчиков, 1861)[27]. Переклад не підписаний, але найімовірніше це автопереклад самого Марка Вовчка[25].
- Переклад російською всіх 4 оповідань з третього тому «Народних оповідань» («Дев'ять братів та десята сестриця Галя», «Ведмідь», «Кармелюк», та «Невільничка») вперше надруковано окремою книжкою у збірці під назвою «Казки Марка Вовчка» (рос. Сказки Марка Вовчка у 1864 році (СПб: Изд. В. Яковлева, 1864)[28].
- Переклад російською решти 3 з 5 оповідань з другого тому «Народних оповідань» («Два сини», «Не до пари», «Чари») та оповідання з журналу «Основа» «Від себе не втечеш» (пізніша назва «Павло Чорнокрил») вперше надруковано у першому томі 4-томної збірки під назвою «Твори Марка Вовчка» (рос. Сочинения Марка Вовчка у 1867 році (СПб: Изд. И. Папина, 1867)[29]. Переклад підписаний як автопереклад самого Марка Вовчка[25].
- Переклад російською оповідання-казки «Чортова пригода» (початкова назва «Чортище»; оповідання написаного ще в 1860-ті роки, але вперше надрукованого лише 1902 році у газеті «Кіевская старина») вперше надруковано у 1902 році у московському тижневику «Народное благо» (NoNo 47, 48) під назвою «Чертова напасть». Переклад підписаний як автопереклад самого Марка Вовчка[25].

Переклади хорватською
- Marko Vovčok. Pučke pripoviesti. Preveo s ukrajinskog: August Harambašić. Zagreb: Matica hrvatska. 1899. 251 s. (Slavenska knjiznica. Knjiga VII)[30][31][32][33][34]